# Mörtschach
Mörtschach osztrák község Karintia Spittal an der Drau-i járásában. 2016 januárjában 807 lakosa volt. 

## Elhelyezkedése

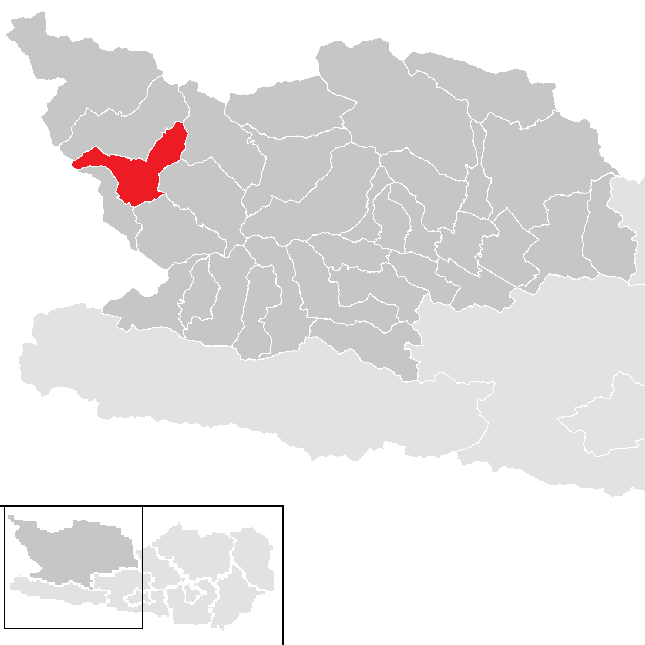
Mörtschach a Spittali járásban

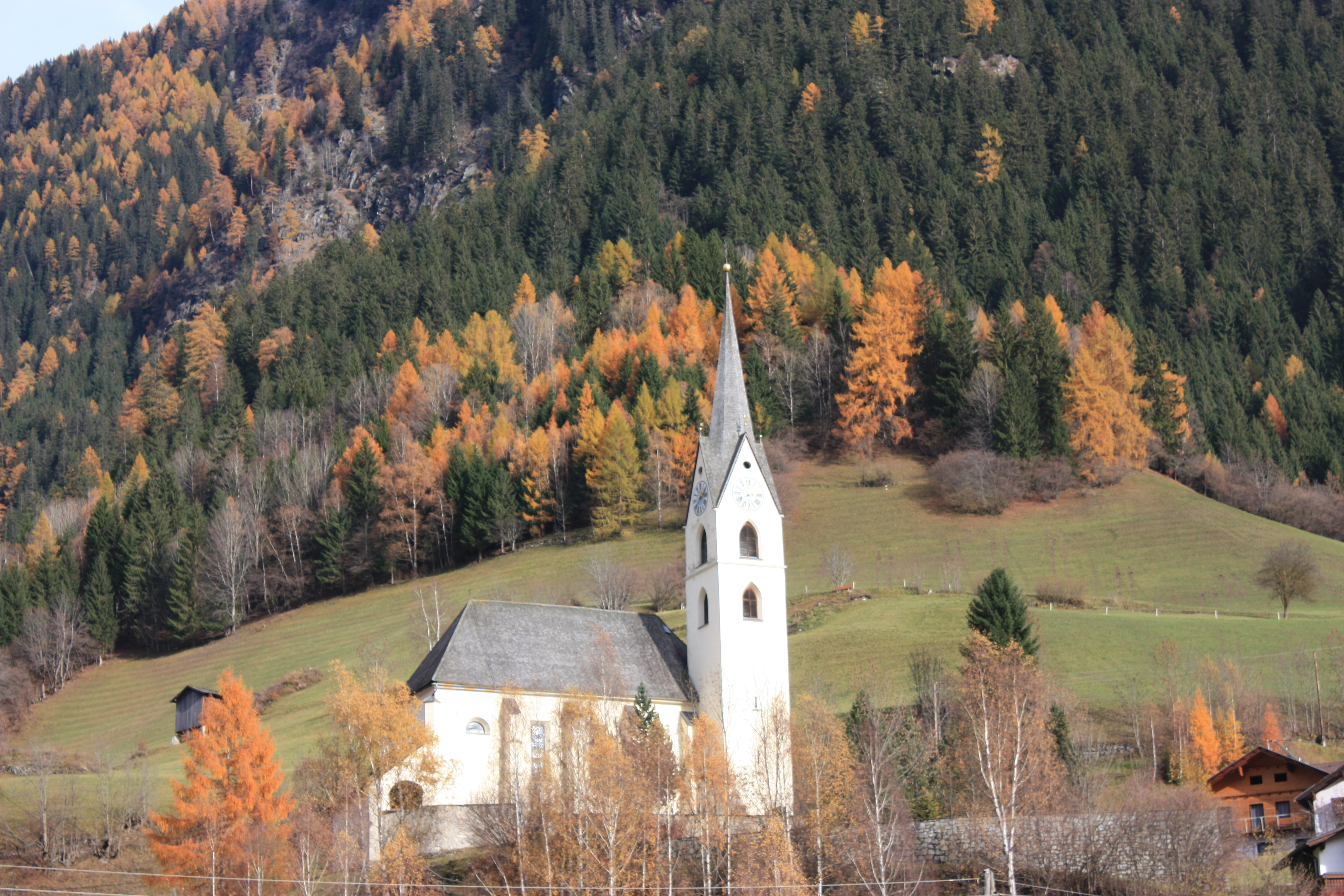
A Szt. Lénárt-templom

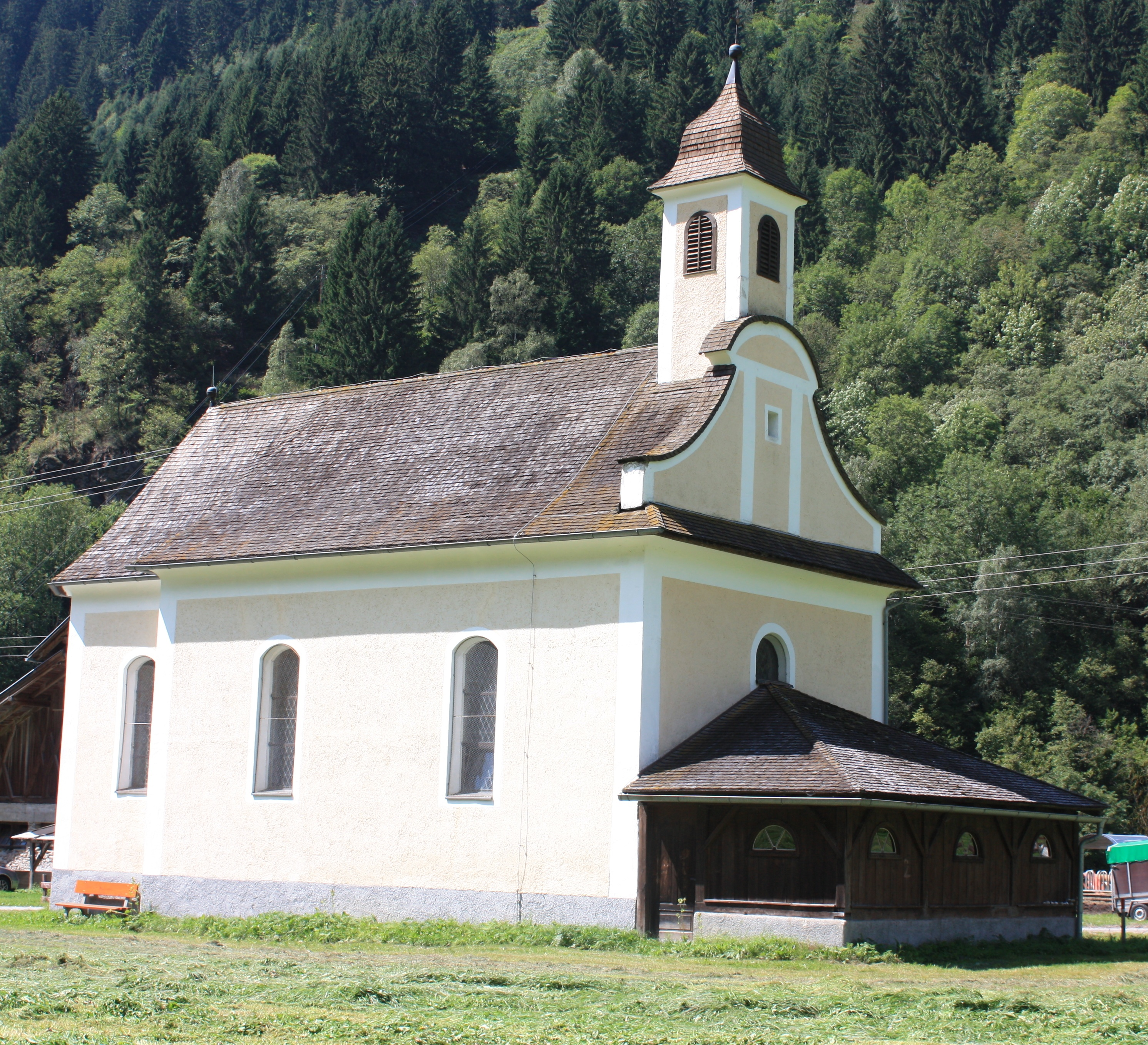
Az aueni Szűz Mária-templom

Mörtschach Karintia északnyugati részén fekszik a Möll folyó (a Dráva mellékfolyója) felső szakaszánál. Nyugatról a Magas-Tauernhez tartozó Schober-csoport, keletről a 2745 méteres Sadnig hegyei fogják közre. Területének legmagasabb pontja a 3283 m magas Petzick. Jelentős része a Magas-Tauern Nemzeti Parkhoz tartozik. Az önkormányzat 9 falut és településrészt fog össze: Asten (27 lakos), Auen (26), Lassach (130), Mörtschach (252), Mörtschachberg (7), Pirkachberg (32), Rettenbach (59), Stampfen (131), Stranach (143).
A környező települések: északra Großkirchheim, keletre Flattach, délkeletre Stall, délre Rangersdorf, délnyugatra Winklern, nyugatra Nußdorf-Debant (Tirol). 

## Története
A falut aranybányászok alapították a középkorban, majd az ellátásukra mezőgazdasággal is kezdtek foglalkozni. Első említése 1256-ból származik. 
A községi önkormányzatok 1850-es létrejöttekor Mörtschach és Stranach Winklernhez került, amelytől 1898-ban vált önállóvá. Az 1973-as karintiai közigazgatási reform során ismét visszacsatolták a szomszédos községhez, de egy 1991-es népszavazást követően újból függetlenné vált. 
A Magas-Tauern Nemzeti Park 1981-es megnyitása jelentős növekedést hozott a települést meglátogató turisták számában. 2005-ig Astenben működött Karintia legmagasabban fekvő iskolája (1700 méteren), de akkor a tanulók számának csökkenése miatt bezárták.

## Lakosság
A mörtschachi önkormányzat területén 2016 januárjában 807 fő élt, ami jelentős visszaesést jelent a 2001-es 942 lakoshoz képest. Akkor a helybeliek 97,8%-a volt osztrák állampolgár. 96,2%-uk katolikusnak, 0,8% evangélikusnak, 0,6% pedig felekezeten kívülinek vallotta magát.

## Látnivalók
- az 1516-ban épült Szt. Lénárt-plébániatemplom
- az 1806-ban épült aueni Szűz Mária-templom
- Mária-kápolna
- Wallner-kápolna
- a Magas-Tauern Nemzeti Park természeti látnivalói

## Fordítás
- Ez a szócikk részben vagy egészben  a   Mörtschach című német Wikipédia-szócikk ezen változatának fordításán alapul.  Az eredeti cikk szerkesztőit annak laptörténete sorolja fel. Ez a jelzés csupán a megfogalmazás eredetét és a szerzői jogokat jelzi, nem szolgál a cikkben szereplő információk forrásmegjelöléseként.